# Le Vieux Montmartre
Le Vieux Montmartre je krácená forma pro Société d’histoire et d'archéologie des 9e et 18e – Le Vieux Montmartre (tj. Společnost historie a archeologie 9. a 18. obvodu – Starý Montmartre), což je společnost založená v Paříži v roce 1886 a uznaná za veřejně prospěšnou společnost v roce 1967. Během let společnost vybudovala sbírku, která je vystavena v Musée de Montmartre založeném roku 1960. Tento fond (téměř 6000 předmětů a 100 000 archivních dokumentů) vznikl z darů a odkazů, ale také akviziční činností. Le Vieux Montmartre patří k činitelům kulturního života na Montmartru. Oblasti jeho působnosti sahají od ochrany kulturního dědictví až po tvorbu sbírky uměleckých děl a archiválií, provozování výzkumného střediska, pořádání výstav a kulturních akcí, vydávání informačních bulletinů a brožur.

## Vznik společnosti
Společnost založilo 4. června 1886 devět osob: Jean-Baptiste Émile Bin, Léon Lamquet, Mauzin, Morel, malíř Jean Noro, kreslíř Rab, Charles Sellier, Jacques-Charles Wiggishoff a Vautier. Zakládající členové byli umělci, politici, spisovatelé, historici, architekti nebo obyvatelé Montmartru, kteří sdíleli vztah ke své vesnici, a obavy, že uvidí, jak zmizí. Tehdejší pařížské klima poznamenaly spekulace s nemovitostmi, mimo jiné i během stavby baziliky Sacré-Coeur (1875).
Oficiální založení společnosti potvrdila dne 26. srpna 1886 policejní prefektura.

### Poslání společnosti
Základním úkolem společnosti byla ochrana místního dědictví ohroženého zmizením v důsledku operací s nemovitostmi, které se na pahorku zrychlily od jeho připojení k Paříži v roce 1860.
Toto poslání bylo nicméně od počátku rozšířeno o následující oblasti činnosti:
- vytvoření sbírky uměleckých děl a předmětů různého druhu vztahujících se k historii Montmartru v širokém slova smyslu (politické, náboženské, občanské, umělecké, slavnostní, topografické, geologické, průmyslové aj.)
- projekt na vytvoření muzea pro zachování a posílení těchto sbírek
- pořádání výstav a kulturních akcí spojených s Montmartrem, jako např. komentované procházky
- vytvoření archivního fondu a zřízení střediska pro badatele
- vydávání tištěných zpráv, jejichž frekvence se v průběhu času měnila
- obecně zapojení do společenského života na Montmartru.

## Památkové akce
V průběhu doby Le Vieux Montmartre značný počet akcí na ochranu dědictví a iniciativ, které do značné míry přispěly k utváření současné tváře čtvrti.
Tyto konkrétní akce vedly k tomu, že urbanista Claude Charpentier (1909-1995) vypracoval plán na ochranu lokality Montmartre, který byl  v roce 1956 přijat a financován z velké části městem Paříží. Tento plán, důsledně uplatňovaný téměř tři desetiletí, umožnil obnovu mnoha starých domů a výloh v duchu vesnice.
Jeho úspěch umožnil Claudu Charpentierovi použít jej jako model k záchraně čtvrti Marais a práci na mnoha městech ve Francii, čímž pomohl posílit ochranu dědictví, konkretizovanou zákonem ze 4. srpna 1962 týkajícím se ochrany historických center měst.
Jednou z akcí Vieux Montmartre byla záchrana místní vinice.
Další zelenou plochou, kterou iniciativa uchránila, je square Suzanne-Buisson z roku 1930.
K objektům zachráněným před demolicí patří Château des Brouillards, kabaret Lapin Agile, Bateau-Lavoir nebo Moulin de la Galette.